# Parkrose/Sumner pályaudvar
A Parkrose/Sumner pályaudvar átszállópont az Oregon állambeli Portlandben, ahol a TriMet és C-Tran autóbuszai, valamint a Metropolitan Area Express piros vonala között lehet átszállni.
A peron az Interstate 205 két oldala között helyezkedik el; megközelíteni Parkrose városrészből a 95th Avenue közelében, a Sandy Boulevardról, valamint Sumner kerülettől keletre lehet.
Az állomás Tigard, Gresham, Fairview, Vancouver, Wood Village és Clackamas településeket, valamint Portland Lents kerületét köti össze. A villamosmegállót a buszpályaudvarral és a mellette lévő P+R parkolóval egy az Interstate 205 felett futó gyalogoshíd köti össze.

## P+R parkoló
A megyei tervezési tanács 1983 szeptemberében jóváhagyta a TriMet terveit, így 1984 nyarán egy 1,5 hektáros területen 288 férőhelyes parkolót (Parkrose Park & Ride) létesítettek, amelynél ekkor egy buszjárat (14 – Sandy, 1986-tól 12-es) állt meg; később a 201-Airport Way is erre járt. A tram-train megállóját 2000–2001 között építették meg; miután 2001 szeptemberében elindult a járat, számos más autóbuszvonalat is indítottak; az új pályaudvar ekkor kapta mai nevét.
2001-ben a buszpályaudvar és a vezetők pihenőépületének megépültével a parkoló férőhelye 193-ra csökkent.

## Autóbuszok

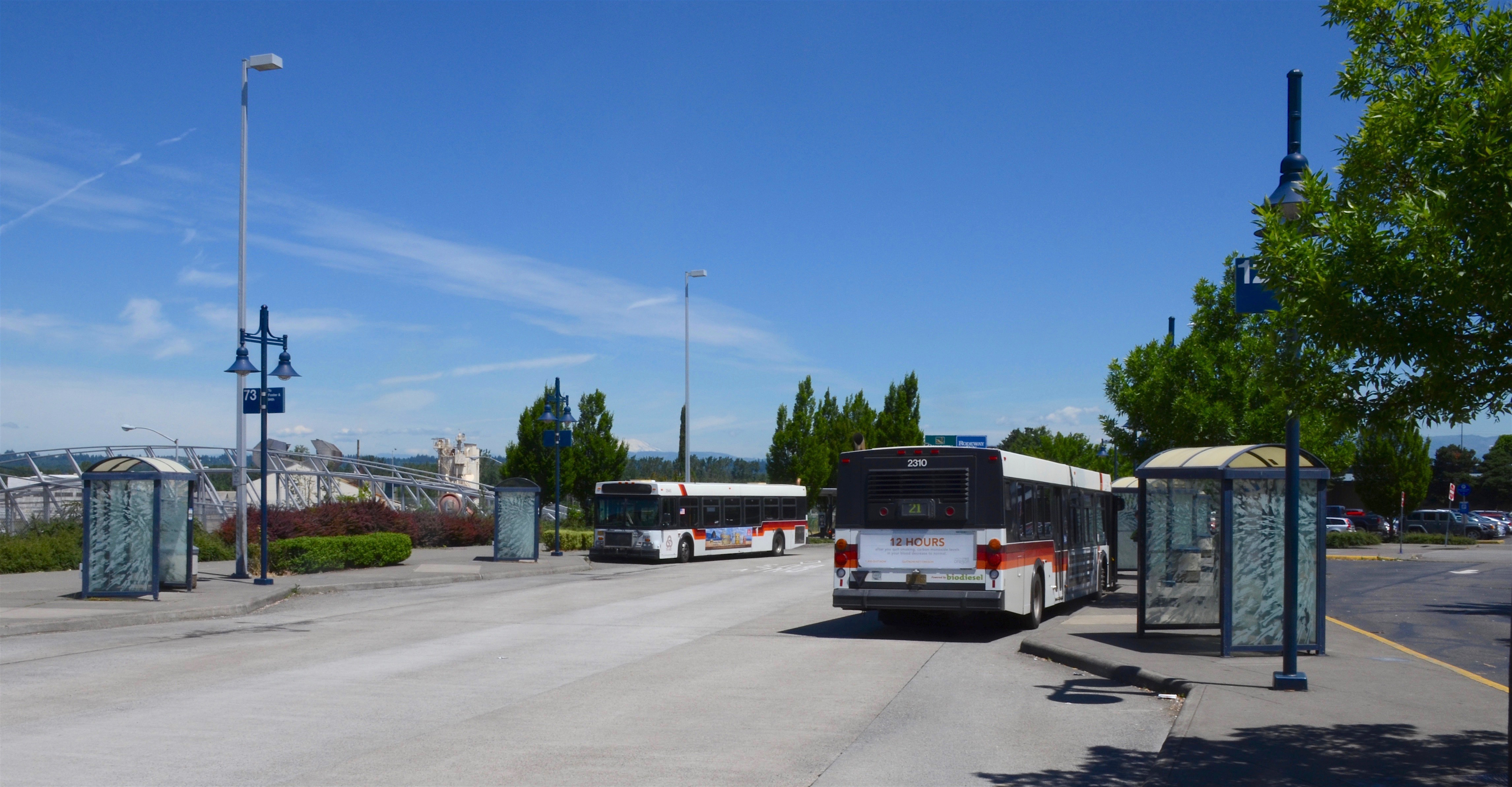
A buszpályaudvar 2017-ben

### TriMet
- 12 – Barbur/Sandy Blvd (►Tigard Transit Center)[4]
- 21 – Sandy Blvd/223rd (►Gresham Central Transit Center)[5]
- 71 – 60th Ave (►Clackamas Town Center Transit Center)[6]
- 73 – 122nd Ave (►Lents Town Center/SE Foster)[7]

### C-Tran
- 65 – Parkrose Regional (►Fisher’s Landing Transit Center)[8]

## Műtárgyak
- Flashbird híd: Az Ed Carpenter és a KPFF Engineering által tervezett alkotás a Columbia-folyó és a repülőtér közelségére utalva egy egyszerre úszó és repülő szerkezetet akar láttatni[9]
- Bútorok: A Peter Reiquam tervei alapján készült, a gyaloglási irányban elhelyezett tárgyak egy konyhát és egy irodát szimbolizálnak
- Szélfogó: A kerámia frittbe helyezett szélfogót Christine Bourdette és Vicki Scuri a kivitelezővel közösen tervezték

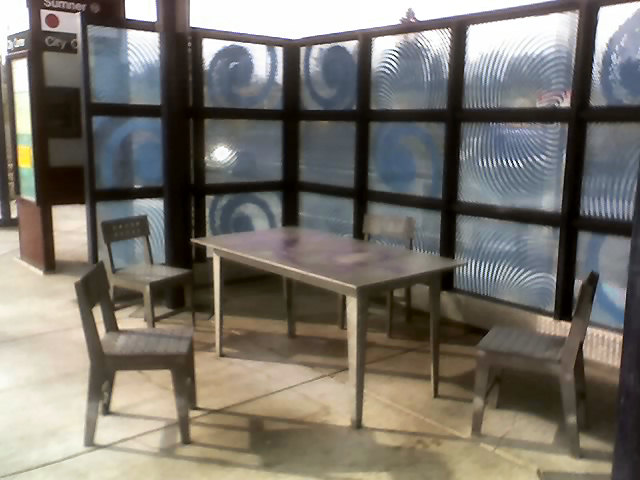
A konyha
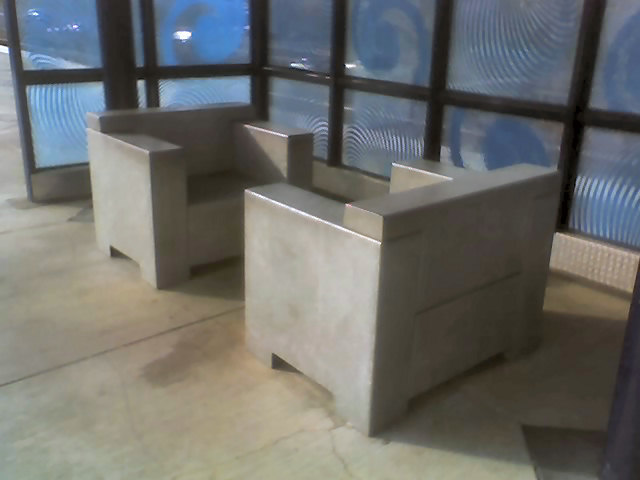
Az iroda
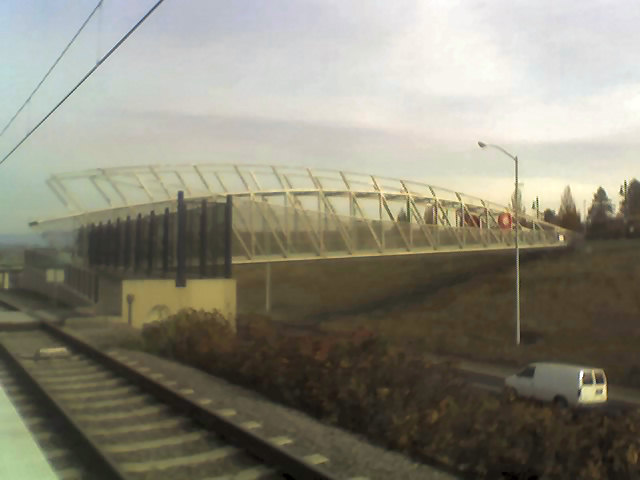
A híd a peronról
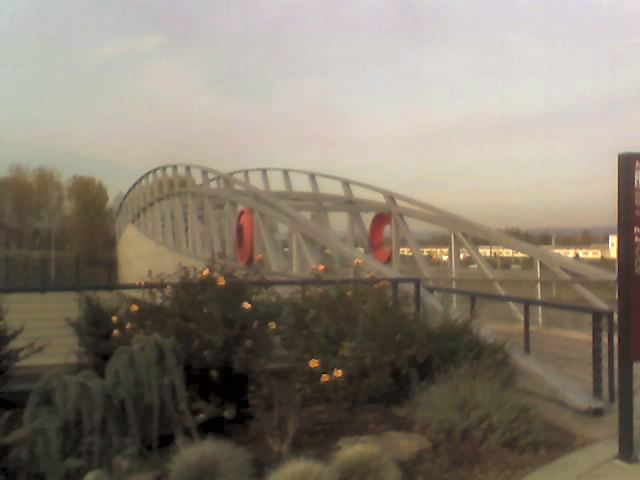
A híd a buszpályaudvarról

| Előző állomás                                                  |  | Metropolitan Area Express |  | Következő állomás                                  |
| -------------------------------------------------------------- |  | ------------------------- |  | -------------------------------------------------- |
| Gateway/NE 99th Ave pályaudvartovább Beaverton pályaudvar felé |  | Piros vonal               |  | Cascadestovább Portland International Airport felé |

## Fordítás
- Ez a szócikk részben vagy egészben  a   Parkrose/Sumner Transit Center című angol Wikipédia-szócikk ezen változatának fordításán alapul.  Az eredeti cikk szerkesztőit annak laptörténete sorolja fel. Ez a jelzés csupán a megfogalmazás eredetét és a szerzői jogokat jelzi, nem szolgál a cikkben szereplő információk forrásmegjelöléseként.